# Folie à deux (album)
Pour les articles homonymes, voir Folie à deux (homonymie).
 (avril 2025).
Si vous disposez d'ouvrages ou d'articles de référence ou si vous connaissez des sites web de qualité traitant du thème abordé ici, merci de compléter l'article en donnant les références utiles à sa vérifiabilité et en les liant à la section « Notes et références ».
Albums de Fall Out Boy
Infinity on High
(2007) Save Rock and Roll
(2013)
Singles
1. I Don't Care
Sortie : 3 septembre 2008
2. America's Suitehearts
Sortie : 3 décembre 2008
3. Headfirst Slide into Cooperstown on a Bad Bet
Sortie : 15 juin 2009
4. What a Catch, Donnie
Sortie : 7 septembre 2009

Folie à deux est le quatrième album studio du groupe américain de rock alternatif Fall Out Boy sorti le 10 décembre 2008 sur le label . Le premier single extrait est I Don’t Care.

## Liste des pistes
Les treize pistes de cet album sont :
Toutes les paroles sont écrites par Pete Wentz.
| No  | Titre | Durée |
| --- | --- | ----- |
| 1.  | Disloyal Order of Water Buffaloes | 4:17  |
| 2.  | I Don’t Care | 3:34  |
| 3.  | She’s My Winona | 3:51  |
| 4.  | America’s Suitehearts | 3:34  |
| 5.  | Headfirst Slide into Cooperstown on a Bad Bet                                                                                           | 3:54  |
| 6.  | The (Shipped) Gold Standard | 3:19  |
| 7.  | (Coffee’s for Closers) | 4:35  |
| 8.  | What a Catch, Donnie (avec Brendon Urie, Alexander DeLeon, William Beckett, Elvis Costello, Travis McCoy, Doug Neumann et Gabe Saporta) | 4:51  |
| 9.  | 27 | 3:12  |
| 10. | Tiffany Blews (avec Lil Wayne et Alexander DeLeon)                                                                                      | 3:44  |
| 11. | w.a.m.s. | 4:38  |
| 12. | 20 Dollar Nose Bleed (avec Brendon Urie)                                                                                                | 4:17  |
| 13. | West Coast Smoker (avec Debbie Harry)                                                                                                   | 2:46  |